# Константинов Федір Васильович
Федір Васильович Константинов (21 лютого 1901, село Новосьолки Арзамаського повіту Нижньогородської губернії, тепер Арзамаського району Нижньогородської області, Російська Федерація — 8 грудня 1991, місто Москва) — радянський державний діяч, вчений-філософ, директор Інституту філософії Академії наук СРСР, ректор Академії суспільних наук при ЦК КПРС, завідувач відділу пропаганди і агітації ЦК КПРС. Кандидат у члени ЦК КПРС у 1956—1961 роках. Доктор філософських наук (1953), професор (1934). Член-кореспондент Академії наук СРСР по відділенню економічних, філософських і правових наук (з 23.10.1953). Академік Академії наук СРСР по відділенню філософії та права (філософія) (з 26.06.1964).

## Життєпис
Народився в селянській родині.
Учасник Жовтневого перевороту 1917 року, громадянської війни в Росії та становлення радянської влади в Сибіру.
Член РКП(б) з 1918 року.
У 1932 році закінчив філософське відділення Інституту червоної професури.
У 1932—1933 роках — старший науковий співробітник Інституту Маркса—Енгельса—Леніна (ІМЕЛ).
У 1933—1935 роках — учений секретар Інституту філософії Комуністичної академії.
У 1935—1941 роках — головний редактор журналу «Книга и пролетарская революция» і завідувач відділу редакції газети «Правда».
У 1941—1942 роках — лектор управління пропаганди і агітації ЦК ВКП(б).
З серпня 1942 по 1945 рік — у Червоній армії на політичній роботі, учасник німецько-радянської війни. Служив у Головному політичному управлінні Червоної армії, був начальником трофейного відділення 84-го стрілецького корпусу 4-ї Ударної армії Ленінградського фронту.
У 1945—1951 роках — старший науковий співробітник, завідувач сектора, заступник директора Інституту філософії АН СРСР. Одночасно до 1949 року — секретар комітету ВКП (б) Інституту філософії АН СРСР.
У 1952—1954 роках — головний редактор журналу «Вопросы философии».
У 1953—1954 роках — професор, завідувач кафедри діалектичного та історичного матеріалізму філософського факультету Московського державного університету імені Ломоносова.
У 1954—1955 роках — ректор Академії суспільних наук при ЦК КПРС.
У 1955—1956 роках — завідувач відділу пропаганди і агітації ЦК КПРС.
У 1956—1958 роках — завідувач відділу пропаганди і агітації ЦК КПРС по союзних республіках.
У 1958—1962 роках — головний редактор журналу «Коммунист».
У 1962—1967 роках — директор Інституту філософії Академії наук СРСР.
У 1967—1975 роках — академік-секретар Відділення філософії та права Академії наук СРСР.
Одночасно у 1968—1987 роках — заступник голови правління Всесоюзного товариства «Знання».
У 1975—1986 роках — старший науковий співробітник, у 1986—1989 роках — провідний науковий співробітник Інституту філософії Академії наук СРСР.
Засновник і з 1971 року президент Філософського товариства СРСР. Голова експертної комісії з присудження премії імені Г. В. Плеханова (1969—1976). Один з авторів наукової біографії Володимира Леніна. Головний редактор п'ятитомної «Філософської енциклопедії» (1960—1970). Член редколегії журналу «Вопросы философии».
Опрацьовував теоретичні проблеми суспільного розвитку, проблеми історичного матеріалізму: предмет історичного матеріалізму, загальні та специфічні закони суспільно-економічних формацій, діалектику розвитку виробничих сил і виробничих відносин, базис і надбудову, роль особистості і народних мас в історії, особистість і суспільство, роль передових ідей в розвитку суспільства, нерівномірність змін в області свідомості в період переходу від капіталізму до комунізму, рушійні сили розвитку соціалістичного суспільства, комуністичну ідеологію як чинник будівництва комунізму, філософію та політику, соціологію і політику, критику буржуазної соціології та ін.
Помер 8 грудня 1991 року в Москві. Похований на Троєкуровському цвинтарі Москви.

## Основні праці
- «Значення особистих здібностей і праці при соціалізмі» (M., 1938);
- «Роль ідей в суспільному розвитку» (M., 1940);
- «Що таке марксистсько-ленінська філософія» (M., 1941);
- «Матеріалістичне та ідеалістичне розуміння історії» (M., 1946);
- «Історичний матеріалізм як наука» (M., 1949);
- «Форми суспільної свідомості» (M., 1951);
- «Роль передових ідей в розвитку суспільства» (М., 1953);
- «Історичний матеріалізм» (1954; редактор);
- «Основи марксистської філософії» (1962; 6-е видання в 1982; редактор);
- «В. І. Ленін. Біографія» (1963; 7-е видання в 1982, у співавт.);
- «Діалектика сучасного суспільного розвитку» (1966, у спіавт.);
- «Соціологічні проблеми міжнародних відносин» (М., 1970, редактор);
- «Боротьба ідей в сучасному світі» (тт. 1-3, 1975—1978; редактор);
- «Матеріалістична діалектика» (тт. 1-5, 1981—1985; у спіавт.);
- «Марксистсько-ленінська філософія і сучасність» (M., 1982).

## Звання
- підполковник

## Нагороди
- три ордени Леніна (20.02.1961; 17.09.1975; 20.02.1981)
- орден Жовтневої Революції (19.02.1971)
- орден Трудового Червоного Прапора (8.08.1967)
- орден Дружби народів (20.02.1986)
- два ордени Червоної Зірки (1.07.1944; 12.07.1945)
- орден «Знак Пошани» (27.03.1954)
- орден «Кирило і Мефодій» I ст. (Болгарія, 1971)
- медаль «50 років Монгольської народної революції» (1972).
- Золота медаль «За заслуги перед наукою і людством» (АН Чехословаччини, 1982).
- медалі
- Почесний громадянин міста Арзамаса